# Litoria quadrilineata
Litoria quadrilineata är en groddjursart som beskrevs av Tyler och Parker 1974. Litoria quadrilineata ingår i släktet Litoria och familjen lövgrodor. IUCN kategoriserar arten globalt som sårbar. Inga underarter finns listade i Catalogue of Life.